# Busbahnhof Chambéry
Der Busbahnhof Chambery (französisch Gare routière de Chambéry) ist ein Busbahnhof in der französischen Stadt Chambéry. Der Betreiber ist Transdev Savoie.

## Geschichte
Der Busbahnhof wurde provisorisch in der Stadtmitte von Chambéry, am Square Paul Vidal vor dem Postgebäude, errichtet. Die Entfernung zum Bahnhof Challes-les-Eaux beträgt etwa 100 Meter. Der endgültige Busbahnhof soll direkt am Bahnhof, als multimodale Netzverknüpfung direkt vor dem Bahnhof errichtet werden. Bis 2014 befand sich dort bereits ein Busbahnhof. Am 4. Februar wurde der Busbahnhof vorläufig in den Verney Park verlegt, um die Bauarbeiten der künftigen multimodalen Haltestelle durchführen zu können. Nach Abschluss der Bauarbeiten soll der Busbahnhof wieder an seinen ursprünglichen Platz zurückverlegt werden.
Die sieben Bussteige sind schräg entlang dem Gebäude der französischen Post angeordnet. Gegenüber der Haltestelle sieben, dem einzigen für Menschen mit körperlichen Behinderungen zugänglichen Bussteig, befindet sich ein Gebäude mit Fahrkartenverkauf, Informationsschalter und Warteraum.
Der Busbahnhof wird vom Belle Savoie Express als Endhaltestelle für mehrere Stadtbuslinien genutzt. Zudem steuern neben dem Stac im Gelegenheitsverkehr (Shuttles nach La Féclaz) auch Eurolines, Flixbus, Isilines und Ouibus im Fernbusverkehr den Busbahnhof an.

## Galerie

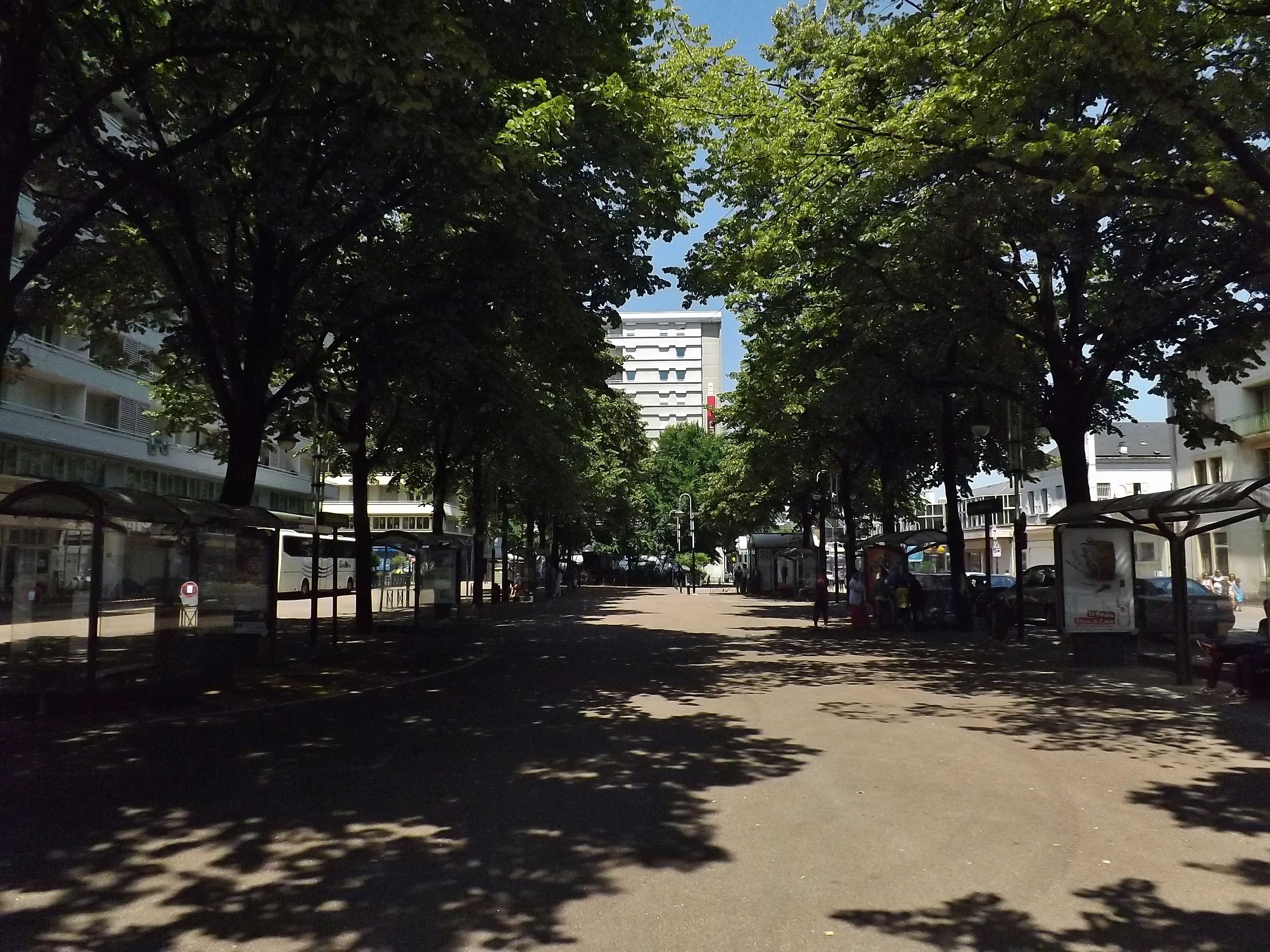
Busbahnhof, Juli 2013
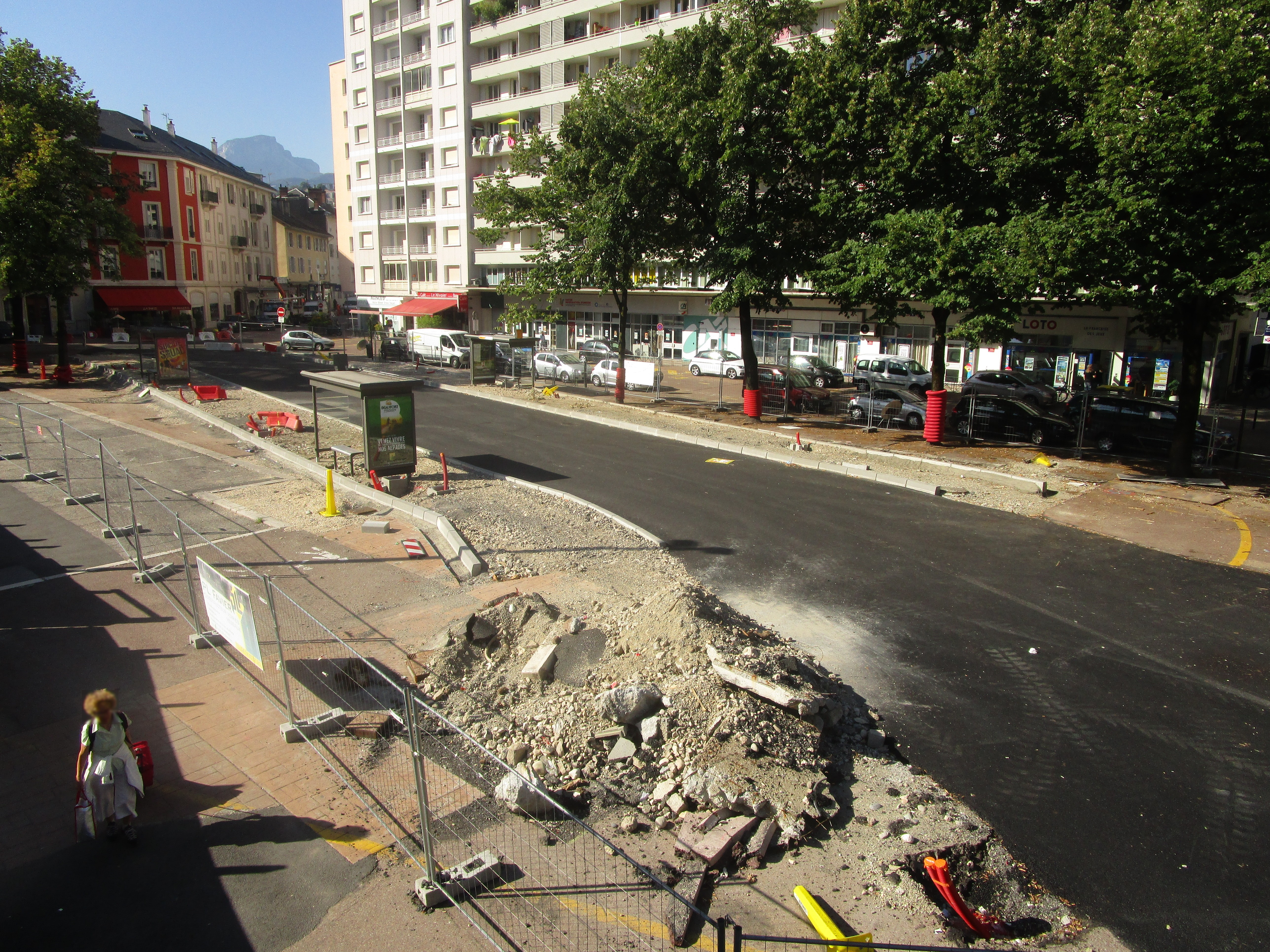
Bauarbeiten vor dem Bahnhof Challes-les-Eaux, August 2016
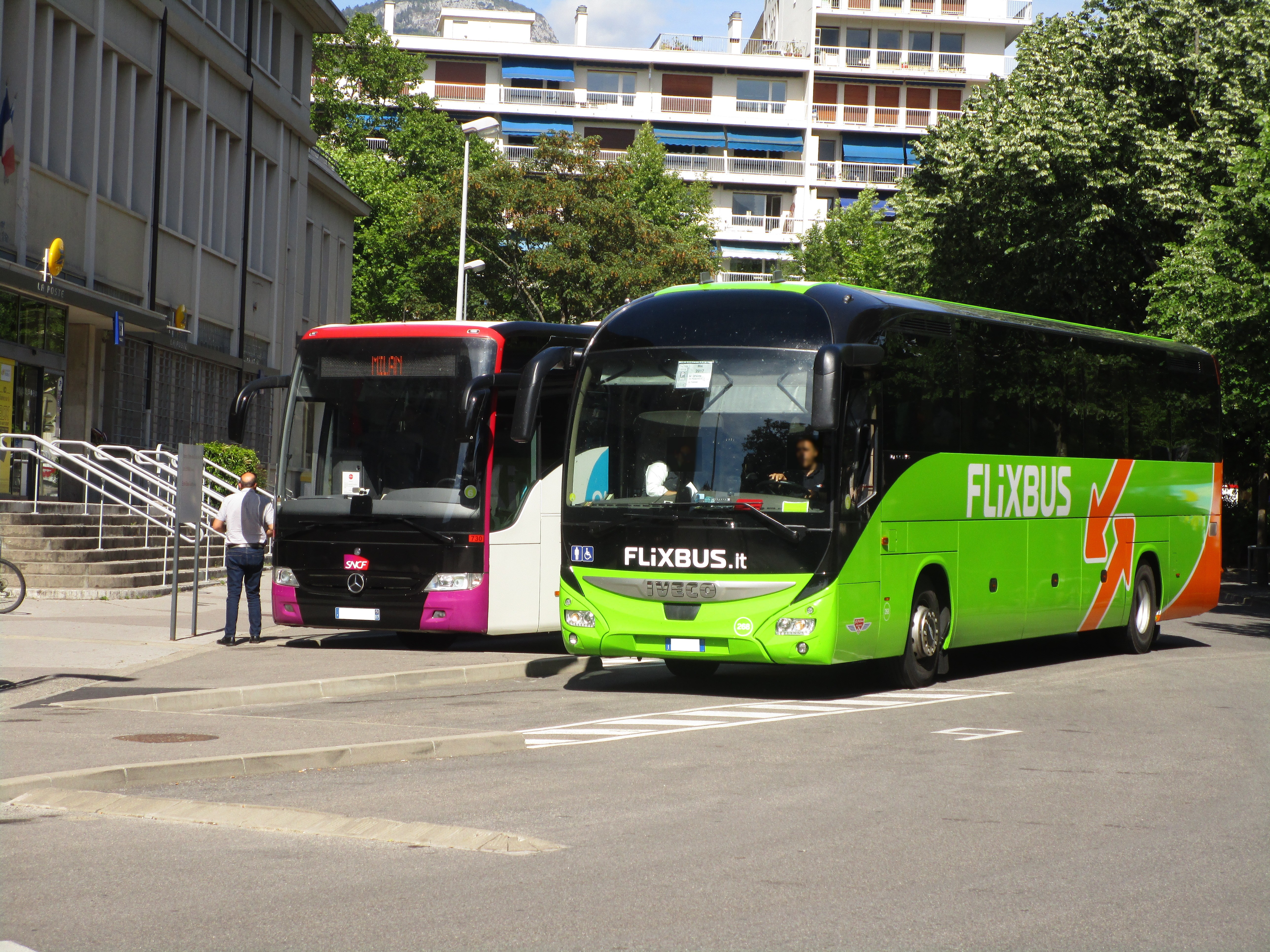
Zwei Busse am provisorischen Busbahnhof, Mai 2017